# Danea Panta
Danea Juanita Panta Vargas (26 de marzo de 1990 en Trujillo, Perú) es una modelo y presentadora de televisión peruana. 
Estudio la carrera de derecho en su ciudad natal, Trujillo. Fue la ganadora de la primera temporada de Peru's Next Top Model en 2013. Con 22 años fue la primera top model de Perú y viajó a Miami para firmar contrato con la agencia MP Mega Miami, además de ganar contratos con Saga Falabella, L’Bel y Pantene. En 2015 se presentó para ser conductora en el canal E!.
Actualmente reside en Londres y ha protagonizado campañas para marcas importantes como Pond’s, NastyGal, Chi chi London, Miss Guided y otras más. 
En 2010 fue la conductora de un programa médico llamado Consultorio en Casa emitido por el canal Sol TV y del programa "Como en casa".
En 2012 participó cantando en el programa Yo Soy.

## Concursos de belleza

### Miss Perú 2016
En el 2016 participó en el Miss Perú, quedando en el tercer lugar obteniendo el título de Miss Perú International, ganando el derecho de participar en el certamen Miss International.

### Miss Emerald Internacional 2020
El 10 de julio de 2020, la primera edición se celebró de manera virtual, al final del el vivo, Danea fue nombrada como la ganadora.

## Agencias
- SYNDICAL (MP MEGA), Miami.[4]
- NEXT, New York.[5]
- Eastwest Models, Alemania.[6]
- PARAGON, México.
- INEGA, India.[7]
- PREMIER, Londres.
- WOMEN, Milán.
- KARIN, París.

## Filmografía
- 2010, Consultorio en Casa
- 2012, Yo Soy
- 2013, Peru's Next Top Model (Ganadora)

| Predecesor: Cynthia Toth Piura | Miss Perú Internacional 2016    | Sucesor: Tiffany López Distrito capital |
| Predecesor: -                  | Miss Emerald Internacional 2020 | Sucesor: Por confirmar                  |